# Donna Leon – In Sachen Signora Brunetti
In Sachen Signora Brunetti ist ein deutscher Fernsehfilm von Sigi Rothemund aus dem Jahr 2002, der auf dem gleichnamigen Roman von Donna Leon basiert. Es handelt sich um die dritte Episode der ARD-Kriminalfilmreihe Donna Leon mit Joachim Król als Commissario Guido Brunetti in der Hauptrolle.

## Handlung
Commissario Guido Brunetti wird suspendiert, nachdem die Medien berichteten, wie seine Frau Paola während eines Protestzugs gegen Sextourismus das Schaufenster eines Reisebüros mutwillig zerschlagen hat und den Reisebüroleiter in aller Öffentlichkeit bloßstellt. Als dieser am nächsten Tag tot aufgefunden wird und neben der Leiche eine schriftliche Morddrohung an alle weiteren Pädophilen liegt, gerät Paola sogar unter Mordverdacht. Brunetti ist entsetzt über das Vorgehen seiner Frau, will ihr aber sogleich helfen, weil er sich sicher ist, dass sie keinen Menschen auf dem Gewissen hat.

## Hintergrund
In Sachen Signora Brunetti wurde im Frühjahr 2001 in Venedig und Umgebung gedreht. Die Erstausstrahlung auf Das Erste erfolgte am 10. Oktober 2002 zur Hauptsendezeit.

## Kritik
Die Kritiker der Fernsehzeitschrift TV Spielfilm vergaben dem Film eine mittlere Wertung, sie zeigten mit dem Daumen zur Seite und konstatierten: „Wie das Wasser in Venedigs Kanälen plätschert der Krimi sachte vor sich hin.“ Das Fazit lautete: „So italienisch wie Sauerkraut mit Haxe“.